# Henry Clinton
Sir Henry Clinton (1730-1795) je bil britanski vojak in častnik. Boril se je v ameriški revolucionarni vojni. Bil je tudi član britanskega parlamenta

## Zgodnje življenje
Clinton se je rodil leta 1730 v Newfoundlandu v Kanadi. Njegov oče je bil admiral George Clinton,, ki je bil prijatelj z vojvodo Newcastleskim. George Clinton je bil guverner kolonije New York od leta 1741 naprej, Henry Clinton pa je v kolonijo New York odšel leta 1743.

## Vojaška kariera
Ko je bil star 15 let, se je Henry Clinton pridružil newyorški kolonialni milici. Leta 1749 je dobil čin stotnika in odšel v Britanijo.

### Sedemletna vojna
Med sedemletno vojno (francosko-indijansko vojno) je Clinton začel kot kapitan Coldstreamske garde in kasneje postal podpolkovnik.
Henry Clinton je bil aide de camp oziroma vojaški pomočnik Princu Brunswicku od leta 1760 do 1762. Naučil se je, kako se borijo nemški vojaki.

### Med vojnama
Henry Clinton je postal eden redkih britanskih državljanov, rojenih v Severni Ameriki, ki je postal član britanskega parlamenta. Služil je od leta 1772. Postal je tudi generalmajor.

### Ameriška revolucionarna vojna
Leta 1775 se je Clinton boril v bitki pri Bunker Hillu in zmagal. Leta 1776 se je boril v bitki za Long Island in imel ideje o tem, kako premagati kontinentalno vojsko v New Yorku. Ideje so delovale in George Washington s kontinentalno vojsko sta pobegnila v New Jersey. Dobil je viteški naziv za zmage v bitkah v New Yorku.
Leta 1778 je Clinton postal general, poveljnik vse britanske vojske v Ameriki. Odločil se je, da se bo boril predvsem v bližini Atlantskega oceana. Vojake je odpeljal iz Filadelfije in jih namesto tega poslal v New York. Večina bitk v poznejšem delu vojne je bila na ameriškem jugu, vendar je Clinton ostal v New Yorku in se boril v dolini Hudson.
Junija 1778 je Clinton izdal Philipsburg Proclamation, v kateri je bilo navedeno, da bodo vsi sužnji, ki se bodo pridružili britanski vojski, osvobojeni.
Leta 1780 je Clinton začel komunicirati z Benedictom Arnoldom, ameriškim vojakom in častnikom, ki je želel prestopiti na stran Britancev. Clinton, Arnold in John Andre so začeli načrt, da bi Arnold predal West Point Britancem. Načrt se je ustavil, ko so Andreja ujeli kot vohuna.

## Kasnejša kariera
Mnogi Britanci so za poraz vojne krivili Clintona. Clinton je ostal član britanskega parlamenta do leta 1784. Leta 1793 so mu ponudili mesto guvernerja Gibraltarja, vendar je umrl, preden je to lahko storil.

## Družina
Clinton se je leta 1767 poročil s Harriet Carter. Takrat je bila stara dvajset let. Umrla je leta 1772 po porodu.